# Veronica Thörnroos

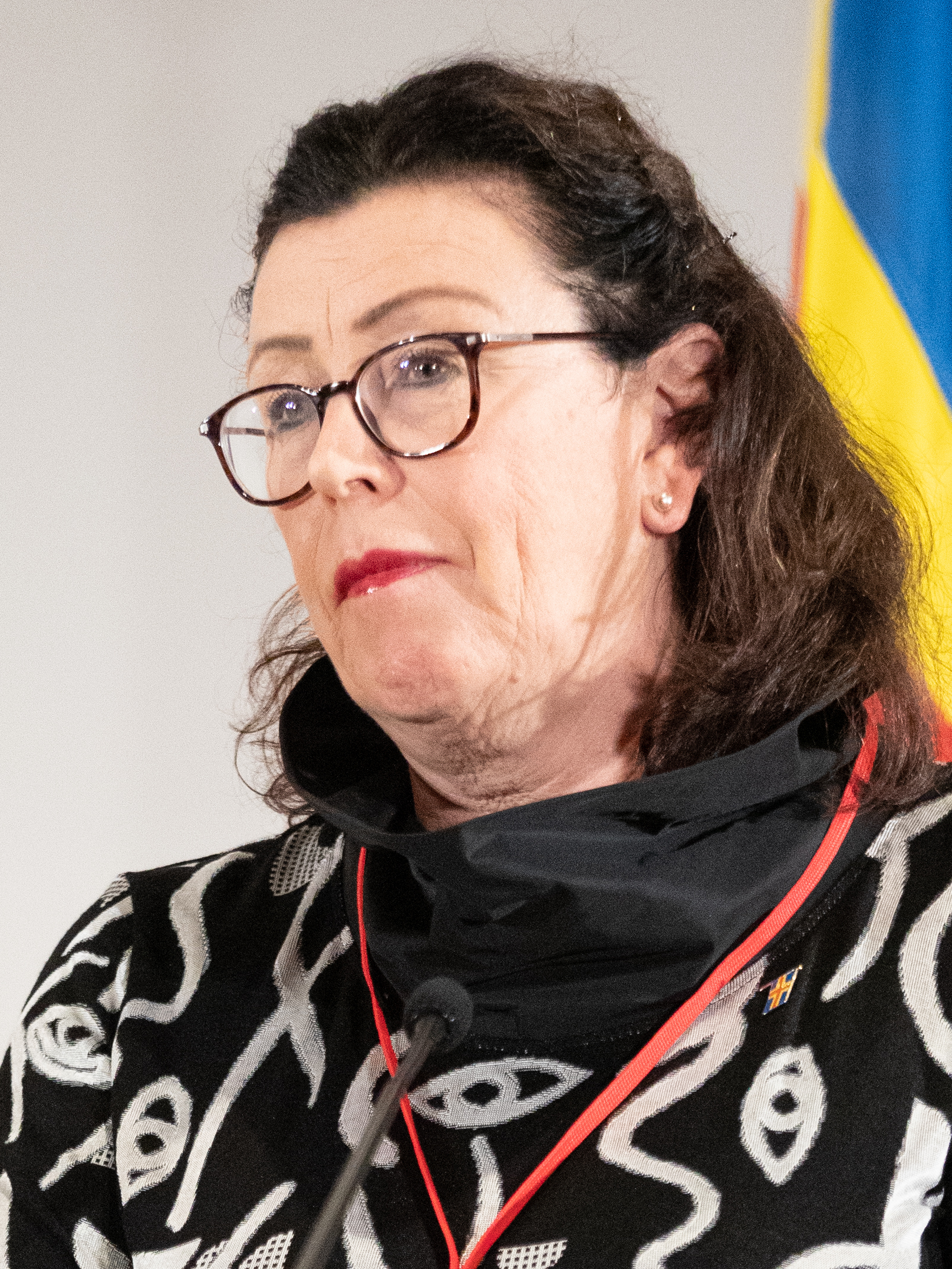
Veronica Thörnroos (2022)

Veronica Thörnroos (* 16. Juli 1962 in Lappo, Åland) ist eine finnische Politikerin (Pro Åland). Von 2019 bis 2023 war sie Lantråd von Åland.

## Leben
Thörnroos begann 1989 ihre politische Karriere als Mitglied des kommunalen Exekutivkomitees von Brändö für die Partei Åländisches Zentrum. Seit der Parlamentswahl 2003 ist sie Mitglied des åländischen Parlaments, dem Lagting. Von 2003 bis 2009 war sie Vorstandsmitglied von Posten Åland, ab 2007 auch von der Risikokapitalgesellschaft Ålands Utvecklings AB. Beide Vorstandsposten gab sie 2009 auf. 2007 wurde sie Vorsitzende ihrer Partei. Dieses Amt übte sie bis 2010 aus.
2009 verließ sie das kommunale Exekutivkomitee und wurde stattdessen bis 2011 Teil des Gemeinderats von Brändö. Parallel dazu war sie von 2009 bis 2015 als Ministerin für Verkehr und Infrastruktur ein Mitglied der Åländischen Landschaftsregierung. 2016 gab Thörnroos an, in ihrer Amtszeit als Ministerin bedroht worden zu sein.
Am 31. Oktober 2016 wurde Thörnroos wurde mit 24 von 26 Stimmen zur ersten stellvertretenden Sprecherin des Parlaments gewählt. Ab Dezember 2017 war sie wieder Parteivorsitzende des Ålandischen Zentrums. Am 15. Dezember 2019 wurde sie wiedergewählt.
Bei der Parlamentswahl 2019 gewann ihre Partei zwei neue Mandate, sie wurde mit neun Mandaten stärkste Kraft. Ihr gelang die Bildung einer Regierung, am 11. November 2019 stellte Thörnroos die aus dem Zentrum, der Ungebundenen Sammlung, den Moderaten und der Nachhaltigen Initiative bestehende Regierung vor. Damit verfügte diese über eine breite Mehrheit mit insgesamt 20 von 30 Mandaten. Am 20. November wurden die Minister vorgestellt, Thörnroos sollte Regierungschefin werden. Am 10. Dezember 2019 wurde sie als Ministerpräsidentin Ålands gewählt.
Als Ziele der Regierung nannte Thörnroos den sofortigen Stopp der Kommunalreform, man setze zukünftig auf Freiwilligkeit. Die Reform hatte zum Ziel, die Anzahl der Kommunen von 16 auf vier zu reduzieren, was sie bereits 2018 scharf kritisiert hatte. Außerdem solle anstatt einer Fähre zwischen Fasta Åland und Föglö ein Tunnel umgesetzt werden. Man prüfe, ob und wie der bereits von der Vorgängerregierung abgeschlossene Vertrag mit einem Fährbetreiber gekündigt werden könne. Im Januar 2020 kündigte die Regierung den Vertrag. Der Betreiber klagte, 2022 wurde die Regierung von einem åländischen Bezirksgericht zu 10,5 Millionen Euro Schadensersatz verurteilt. Im August 2022 ging die Regierung in Berufung. Das Berufungsgericht bestätigte das Urteil.
Während der Corona-Pandemie bestand Thörnroos auf die Selbstverwaltung Ålands und ging mehrfach in Opposition zu Quarantänevorschriften aus Helsinki. 2021 hatte Åland zeitweise die höchste Inzidenz in ganz Finnland. 2022 infizierte sich Thörnroos mit COVID-19.
Im Juni 2021 wurde vonseiten der Liberalen und der Sozialdemokraten ein Misstrauensantrag gegen die Regierung gestellt. Hintergrund war, dass der stellvertretende Ministerpräsident Harry Jansson eine Landerwerbsgenemigung für ein Grundstück in Sund erteilt hatte, obwohl ein Politikausschuss und Beamte davon abgeraten hatten. Die Opposition forderte daher seine Entlassung. Der Antrag war nicht erfolgreich.
Bei der Parlamentswahl im Oktober 2023 erlitt das Åländische Zentrum eine Niederlage, die 2019 gewonnenen zwei Mandate wurden wieder verloren. Damit wurde die Partei von den Liberalen als stärkste Kraft abgelöst. Am 11. Dezember 2023 wurde sie durch Katrin Sjögren als Ministerpräsidentin ersetzt. Anschließend wurde Thörnroos am 13. Dezember 2023 auf Vorschlag der Regierung zur Sprecherin des Parlaments gewählt, am gleichen Tag wurde sie auch als Parteivorsitzende bestätigt.

### Rücktritt und Parteineugründung
Nach der Veröffentlichung interner Regierungsdokumente, die nahelegten, dass Thörnroos sich rechtzeitig der Gefahr einer hohen Schadensersatzforderung im Kontext der Kündigung des Fährvertrags bewusst gewesen war, forderten Teile des Parteivorstands Anfang Februar 2024 ihren Rücktritt.
Am 11. Februar 2024 gab sie bekannt, als Parteivorsitzende zurückzutreten. Dies sei „das Beste für die Partei und Åland“. Sie wolle aber Parlamentspräsidentin bleiben. Sowohl Opposition als auch ihre eigene Partei forderten daraufhin auch den Rücktritt von ihrem Posten im Parlament. Drei Tage später kündigte sie an, als Präsidentin zurücktreten zu wollen. Dies beantragte sie am 4. März, dem Rücktritt wurde am 6. März stattgegeben. Am 11. März 2024 trat sie auch aus ihrer Partei aus.
Im April 2024 gab Thörnroos bekannt, eine neue Partei namens Pro Åland gründen zu wollen. Dabei wolle sie nicht auf Mitglieder ihrer ehemaligen Partei zurückgreifen. Laut der Zeitung Nya Åland ist ihre neue Partei rechts ihrer ehemaligen Partei einzuordnen.

## Persönliches
Thörnroos ist verheiratet und hat drei Kinder.

## Auszeichnungen
- Kommandeur des Nordstern-Ordens (2022)[44][45]